# テクノポリス2000-20
テクノポリス2000-20（TECHNOPOLIS 2000-20）とは、日本の音楽グループ「イエロー・マジック・オーケストラ（YMO）」が1980年に行った、初の日本国内ツアーの名称。

## 解説
- タイトルはツアー開催の年が2000から20を引いた1980であったためである[1]。
- このツアーを主催したのはアルファレコードではなく、当時YMOの所属事務所ヨロシタ・ミュージックである。

- このツアーでは、オープニングにスポンサーだった富士写真フイルムのTVスポットが放映されたのち、"INTRO"（楽曲/セットリスト上の表記/未発表作）からスタートした。この未発表の楽曲は、坂本龍一のアルバム『左うでの夢』に収録されている曲「Venezia」に似ていると言われるが、現在のところ未確認[1]。なお、坂本はこの曲の存在を覚えていなかった[1]。YMOのコピーバンド「Yセツ王」によってカバーされCD化がされている。

## サポートメンバー
- 松武秀樹（Musical Advertising Corps）
- 鮎川誠（シーナ&ザ・ロケッツ）
4月5日、4月9日、4月11日、4月13日、4月15日。
- 橋本一子
- 大村憲司
3月31日仙台公演終了後、感冒性内耳炎で聴力損失の恐れがあると診断されたため、一時メンバーから外れた。4月8日の大阪公演から復帰している。
- 藤本敦夫
4月4日、4月5日、4月7日。
- 藤井丈司（ヨロシタ・ミュージック）
4月1日。藤井のギターの実力は、コードを奏でる程度であったため、坂本がそれをカバーするようにいつもより目立つ演奏を行った。

### 衣装
- YMOメンバーのコスチュームは、1960's調の通称コンポラ（コンテンポラリー）風スタイリング[2]であった。
- 4月13日東京NHKホール公演のアンコールで演奏された「コズミック・サーフィン」では赤い人民服に着替えた。

### 音源
- このツアーに関するCDは商品化されていない。ただし、FM放送による公演の放送、初のテレビでの演奏が行われ、このテレビ出演時の映像が後に「TV-YMO」として発売されている。

#### FM放送
- 5月4日 19:15-20:10 NHK-FM（55分番組）
特別番組「イエロー・マジック・オーケストラ・ライヴ」[3]。4月13日の東京・渋谷区 NHKホールでの公演収録放送。
  - 放送曲目：
    - MC：襟川恵子（放送オープニング）（観客の拍手、シンセの音のチェック音等で番組開始、会場内の音をバックに、会場にいる雰囲気でMC挨拶、及び会場の雰囲気の紹介などからライブ放送へ）
    - BEHIND THE MASK
    - LA FEMME CHINOISE
    - RYDEEN
    - MC：襟川恵子（放送曲目紹介、バンドの紹介、海外での活躍の紹介、放送曲目紹介）
    - SOLID STATE SURVIVOR
    - DAY TRIPPER
    - MC：襟川恵子（メンバー紹介など、放送曲目紹介）
    - FIRECRACKER
    - TECHNOPOLIS
    - MC：襟川恵子（簡単にテクノポップの紹介、作曲から曲を演奏する迄のプロセスの紹介、バンドの紹介解説、放送曲目紹介）
    - CITIZENS OF SCIENCE
    - TONG POO
    - MC：襟川恵子（アンコールがあり、ステージ上の紹介では、「赤い人民服で登場など」と紹介。曲紹介と「時間が来る迄聞きましょう」と曲の放送）
    - COSMIC SURFIN'（曲終盤、ライブ演奏の音量を下げ、曲をBGMとして、放送エンディングの襟川恵子のアナウンスが入り、再び曲へ。その後、曲フェードアウト 番組終了（番組構成：あずまたつお）

#### テレビ
- 1980年6月2日 夜のヒットスタジオ。
「テクノポリス」「ライディーン」を演奏。当時、ヨロシタミュージック所属の伊藤洋一も出演した。

## 公演
| 日付          | 都市   | 会場                 |
| ------------- | ------ | -------------------- |
| 1980年3月21日 | 名古屋 | 愛知県勤労会館       |
| 1980年3月31日 | 仙台   | 仙台市民会館         |
| 1980年4月1日  | 秋田   | 秋田県民会館         |
| 1980年4月4日  | 広島   | 広島県郵便貯金ホール |
| 1980年4月5日  | 福岡   | 福岡市民会館         |
| 1980年4月7日  | 大阪   | 毎日ホール           |
| 1980年4月8日  | 大阪   | 毎日ホール           |
| 1980年4月9日  | 神戸   | 神戸国際会館         |
| 1980年4月11日 | 京都   | 京都会館             |
| 1980年4月13日 | 東京   | NHKホール            |
| 1980年4月15日 | 札幌   | 北海道厚生年金会館   |